# Jan Umiński (duchowny)
Jan Umiński (ur. 25 lipca 1930 w Rypinie, zm. 20 czerwca 1990 w Piotrkowie Trybunalskim) – polski duchowny rzymskokatolicki, kapelan Solidarności, działacz opozycji demokratycznej w PRL

## Życiorys
Syn osadnika wojskowego, Tadeusza Umińskiego i nauczycielki Wandy z Gierłowskich. Dzieciństwo i młodość spędził na Suwalszczyźnie, gdzie jego ojciec gospodarował nadanym przez państwo majątkiem ziemskim. Jako nastolatek udzielał się w ruchu harcerskim oraz w ochotniczej straży pożarnej. Po maturze zdecydował się na przyjęcie stanu kapłańskiego co było konsekwencją ślubów złożonych po poważnym wypadku.
Absolwent Wyższego Seminarium Duchownego w Łodzi. Pracował jako wikary w parafiach rzymskokatolickich w Konstantynowie i Czarnocinie. W latach 1965–1967 proboszcz parafii Wniebowzięcia Najświętszej Maryi Panny w Czarnocinie, a w latach 1971–1985 proboszcz parafii rzymskokatolickiej św. Floriana w Sulejowie. W 1985 roku z powodów zdrowotnych zrezygnował z administrowania parafią w Sulejowie pozostając w niej do śmierci rezydentem i opiekując się kaplicą na Polance.
W latach 80. XX wieku zaangażowany w działalność opozycyjną. Był duszpasterzem: harcerzy, górników, rolników i strażaków. Kaznodzieja i rekolekcjonista. Prowadził działalność na terenie całej Polski. Głosił homilie dla ludzi pracy w: Piotrkowie Trybunalskim, Suwałkach, Suchowoli, Białymstoku, Bytomiu, Stalowej Woli.
Od 1981 r. koncelebrans Mszy za Ojczyznę w kościele św. Stanisława Kostki w Warszawie. Organizator i celebrans Mszy za Ojczyznę w Sulejowie.
Uważany za ideowego patrona Konfederacji Polski Niepodległej w województwie łódzkim. Uczestniczył w wielu procesach politycznych, dodawał otuchy oskarżonym. W 1986 r. zatrzymany i skazany na trzy miesiące aresztu za organizowanie i prowadzenie modlitw w gmachu sądu w intencji uwięzionych działaczy KPN.
W 1986 r. skazany na grzywnę i publiczne przeproszenie Jerzego Urbana za to, że podczas jednej ze swoich homilii po zabójstwie księdza Popiełuszki nazwał Urbana „Goebbelsem stanu wojennego”.
Zmarł w 1990 r. na zawał serca. Pochowany w Suwałkach.

## Publikacje
- Homilie, Łódź: Wydawnictwo Polskie, 1985.
- Pięć kazań [w Sulejowie] /19.09 – 13.11.1984/, Łódź: Wydawnictwo Solidarność Walcząca, 1986.
- Umarli zobowiązują żyjących, Warszawa: Wydawnictwo im. Ks. Sylwestra Zycha, 1990[2].